# Prix pour un ouvrage écrit en langue française par un étranger
Le prix pour un ouvrage écrit en langue française par un étranger est un prix de littérature décerné uniquement en 1958,  1959 et  1960 par l’Académie française. 

## Liste des lauréats
- 1958 : 
  - Ventura García Calderón (1886-1959)
  - Franz Hellens
  - Jaime Torres Bodet
- 1959 : 
  - Christine Arnothy
  - Muhammad Hamidullah
  - Jean Price Mars
- 1960 : 
  - Andrée Chedid
  - Luc Hommel (Académie royale de Belgique)
  - Paul Toupin pour Souvenirs pour demain
  - Maurice Zermatten